# الشيخ سعد (درعا)
الشيخ سعد قرية سورية تتبع ناحية نوى في منطقة ازرع في محافظة درعا. بلغ عدد سكانها 3,373 نسمة في عام 2004 حسب إحصاء المكتب المركزي للإحصاء.

## التاريخ
القرية التي كانت تعرف بـ «قرنيم» عاصمة باشان (الشام)، سيطر عليها الصليبيون وأتبعوها لإمارة الجليل. وفي العهد العثماني أصبحت لبعض الوقت عاصمة سنجق حوران. وفي الحرب العالمية الأولى، كانت مركز تجمع القوات العربية التي حررت سوريا من العثمانيين.
تشتهر القرية بمقام النبي أيوب، و قبر الصحابي سعد بن عبادة.[بحاجة لمصدر]